# Fabrice Murgia
Pour les articles homonymes, voir Murgia.
 (août 2020).
Si vous disposez d'ouvrages ou d'articles de référence ou si vous connaissez des sites web de qualité traitant du thème abordé ici, merci de compléter l'article en donnant les références utiles à sa vérifiabilité et en les liant à la section « Notes et références ».
Fabrice Murgia est un acteur et metteur en scène belge né à Verviers le 29 octobre 1983. 
Il a joué dans la série belge Melting Pot Café. 
Il dirige la Cie Artara avec laquelle il produit ses spectacles. 
En mai 2016, il succède à Jean-Louis Colinet à la tête du théâtre national Wallonie-Bruxelles, poste qu'il occupe jusqu'en 2021. 
Il est le frère aîné du comédien David Murgia.

## Biographie
Il étudie tout d’abord à l'école Athénée royal de Soumagne. Formé au conservatoire royal de Liège par Jacques Delcuvellerie, il travaille comme acteur pour le théâtre, le cinéma et la télévision. Fabrice Murgia est aujourd’hui fondateur et directeur artistique de la Cie Artara. 
Depuis le spectacle “Le Chagrin des Ogres” en 2009, Fabrice Murgia travail à des actualités des langages scéniques et problématiques générationnelles, et des spectacles hyper‐sensoriels qui utilisent les ressources des technologies avancées du son et de l’image.
Entre 2010 et 2021, Fabrice Murgia est "artiste associé" au théâtre National Wallonie-Bruxelles dont il deviendra directeur pour un mandat entre 2016 et 2021. De 2012 à 2016, il travaille aux côtés de Franco Dragone, en tant que directeur associé pour le spectacle “La Perle” à Dubaï, créé dans un théâtre spécialement conçu par le scénographe Jean Rabasse.
Aujourd’hui[Quand ?] Fabrice Murgia est principalement actif comme auteur et comme metteur en scène pour le théâtre, le théâtre musical et l’opéra. Il collabore entre autres sur plusieurs projets avec la compagnie LOD muziektheater. Et il alterne aussi avec d’autres projets tels que des projets participatifs impliquant des centaines de citoyens (Karbon Kabaret, Décrocher la lune) ou des créations résultant d’ateliers en classe (JT 2050, le festival Taktik).  
En 2014, Fabrice Murgia est invité pour la première fois par le Festival d’Avignon et reçoit un Lion d’argent à la Biennale de Venise pour le caractère innovant de son théâtre. Il s’est également vu décerner en 2019 un Operadagen Award à Rotterdam pour son travail de mise en scène à l’opéra.
Actuellement[Quand ?], il développe et met aussi en œuvre un programme artistique et citoyen, basé sur une initiative de Bruxelles Laïque, pour redonner vie à l'ancien cinéma Variétés à Bruxelles.
La Cie Artara a créé, joué et donne des ateliers en Belgique, en Europe, en Afrique de l'Ouest et du Nord, au Chili, en Haïti et aux États-Unis.

## Théâtre

### Acteur
- 2004 : Je ne veux plus manger de Jeanne Dandoy
- 2004 : Anathème de Jacques Delcuvellerie
- 2007 : Visage de feu de Marius von Mayenburg, m.e.s. Sofia Betz
- 2007 : Face au mur de Martin Crimp, m.e.s. Jan-Christoph Göckel et Thomas Ostermeier
- 2008 : Djû (et c'est reparti !) de Charlie Degotte
- 2008 : Avaler l'océan de Jean-Marie Piemme, m.e.s. Sofia Betz
- 2008 : Le Barbier de Séville de Pierre-Augustin Caron de Beaumarchais, m.e.s. Jacques Delcuvellerie
- 2009 : Têtes à claque - équipe B, avec son frère David Murgia, écrit et mis en scène par Jean Lambert
- 2013 : Les Jumeaux vénitiens de Carlo Goldoni, m.e.s. Matthias Simons

### Metteur en scène - spectacles
- 2007: Jeux de lois, Centre culturel de Seraing
- 2009 : Le Chagrin des ogres, Théâtre de la Place (Liège), Théâtre national Wallonie-Bruxelles
- 2009 : Life:Reset / Chronique d'une ville épuisée, Théâtre de la Place (Liège), Théâtre national Wallonie-Bruxelles
- 2010 : Dieu est un DJ, de Falk Richter
- 2012 : Exils
- 2012 : Lettre d'un jeune garçon... de Wajdi Mouawad et Fabrice Murgia, Théâtre national Wallonie-Bruxelles
- 2012 : Ghost Road, théâtre musical, Fabrice Murgia et Dominique Pauwels
- 2012 : Les Enfants de Jéhovah, Théâtre Vidy-Lausanne, Théâtre national Wallonie-Bruxelles
- 2014 : Notre peur de n'être
- 2015 : Ghost Road 2: Children of Nowhere de Fabrice Murgia et Dominique Pauwels
- 2015 : Walking Therapy, un projet de Nicolas Buysse & Fabio Zenoni, dramaturgie Fabrice Murgia, production Cie Victor B, Les Boîtes à Idées, Cie Productions du Sillon
- 2016 : Black Clouds de Fabrice Murgia, Théâtre national Wallonie-Bruxelles, Théâtre de Namur
- 2018 : Sylvia, spectacle musical de Fabrice Murgia et An Pierlé Quartet, Théâtre national Wallonie-Bruxelles
- 2019 : Ghost Road 3: La mémoire des arbres, Théâtre national Wallonie-Bruxelles
- 2021 : La dernière nuit du monde, Festival d'Avignon 2021
- 2021 : Der Schauspieldirektor, La Monnaie Bruxelles
- 2022 : Dies Blancs (en collaboration avec le Théâtre Lliure de Barcelone et l'Instituto Del Teatro de Barcelone)
- 2023 : Alma, Théâtre de Namur
- 2023 : Peer Gynt - direction musicale de Gergely Madaras, en collaboration avec l’OPRL

### Jeunesse
- 2022 : Festival Taktik, festival par et pour les jeunes, en collaboration avec Bruxelles Laïque et le Théâtre National Wallonie-Bruxelles
- 2024 : Chatbox Festival (ancien Taktik), en collaboration avec Bruxelles Laïque

### Community - Citoyen
2015 : Karbon Kabaret, opéra urbain, province de Liège
2022 : Décrocher la lune, opéra urbain, La Louvière (avec l'asbl[Quoi ?] Décrocher la lune et Franco Dragone)

### Opéra
- 2022 : Il Turco in Italia (Gioachino Rossini) à l'Opéra de Liège
- 2020 : Il Palazzo Incantato (Luigi Rossi) avec Leonardo Garcia Alarcon (Cappella Mediterranea) à l'Opéra de Dijon
- 2017 : Menuet, livret de Louis Paul Boon, composition de Daan Janssens
- 2012 : Daral Shaga, livret de Laurent Gaudé, composition de Kris Defoort, m.e.s. Fabrice Murgia

### Autres
- 2008 : conférencier à l'École supérieure d'acteurs de Liège
- 2009 : direction d’acteurs menée dans un atelier autour de Raymond Depardon au TNB - Rennes dans le cadre du projet Prospero
- 2010 : Kaolack (Sénégal) : cours pour Fotti Cultures, à un groupe de dix étudiants acteurs venant de plusieurs régions du pays. Création d’une pièce sur la thématique des cauchemars : Les vieux enfants racontent leurs cicatrices en dormant
- 2011 : travail avec l’ESACT (étudiants du Conservatoire de Liège) autour des thématiques de exils
- 2012 : Foundiougne (Sénégal) : cours avec les étudiants de Fotti Cultures
- 2013 : Conservatoire royal de Liège et École de la Comédie de Saint-Étienne : atelier sur la thématique des « générations sacrifiées »
- 2016 - 2021 : directeur du Théâtre National Wallonie-Bruxelles

## Filmographie
- 2006 : Odette Toulemonde d'Éric-Emmanuel Schmitt : Rudy, le fils d'Odette
- 2007-2010 : Melting Pot Café de Jean-Marc Vervoort : Philippe
- 2008 : Get Born de Nicole Palo : Fabrizio
- 2011 : Le Temps du silence de Franck Apprederis : Lucien

## Publications
- Fabrice Murgia, Le Chagrin des ogres, Carnières, Belgique, éditions Lansman, 2010, 63 p. (ISBN 978-2-87282-778-7)
- Remember me (2017), court-métrage de Fabrice Murgia / Versus Production (cast: Sergi López, David Murgia, Laura Sepul)
- JT2050 (2021) : journal télévisé fictif résultant d'ateliers dans les écoles de la ville de Bruxelles, réalisé dans le cadre du festival Taktik - festival   destiné aux adolescents